# Theodor-Heuss-Platz (stacja metra)
Theodor-Heuss-Platz – stacja metra w Berlinie, w dzielnicy Westend, w okręgu administracyjnym Charlottenburg-Wilmersdorf na linii U2. Stacja została otwarta w 1908.